# Юніон (Міссурі)
Юніон (англ. Union) — місто (англ. city) в США, в окрузі Франклін штату Міссурі. Населення — 12 348 осіб (2020).

## Географія
Юніон розташований за координатами 38°26′23″ пн. ш. 90°59′35″ зх. д. / 38.43972° пн. ш. 90.99306° зх. д. (38.439834, -90.993145).  За даними Бюро перепису населення США в 2010 році місто мало площу 23,73 км², уся площа — суходіл.

## Демографія
Згідно з переписом 2010 року, у місті мешкали 10 204 особи в 3902 домогосподарствах у складі 2612 родин. Густота населення становила 430 осіб/км².  Було 4226 помешкань (178/км²).
Расовий склад населення:
| - 95,7 % — білих - 1,1 % — чорних або афроамериканців - 0,6 % — корінних американців - 0,4 % — азіатів |

До двох чи більше рас належало 1,6 %. Частка іспаномовних становила 1,4 % від усіх жителів.
За віковим діапазоном населення розподілялося таким чином: 28,2 % — особи молодші 18 років, 60,3 % — особи у віці 18—64 років, 11,5 % — особи у віці 65 років та старші. Медіана віку мешканця становила 31,9 року. На 100 осіб жіночої статі у місті припадало 93,5 чоловіків;  на 100 жінок у віці від 18 років та старших — 90,2 чоловіків також старших 18 років.
Середній дохід на одне домашнє господарство  становив 54 560 доларів США (медіана — 43 189), а середній дохід на одну сім'ю — 64 708 доларів (медіана — 56 636). Медіана доходів становила 41 538 доларів для чоловіків та 28 521 долар для жінок. За межею бідності перебувало 10,8 % осіб, у тому числі 10,3 % дітей у віці до 18 років та 16,1 % осіб у віці 65 років та старших.
Цивільне працевлаштоване населення становило 5113 особи. Основні галузі зайнятості: виробництво — 28,8 %, освіта, охорона здоров'я та соціальна допомога — 19,8 %, роздрібна торгівля — 11,0 %, будівництво — 7,4 %.